# Miguel Ángel Silvestre
Miguel Ángel Silvestre (Castelló de la Plana, 6 de abril de 1982) é um ator espanhol. Iniciou sua carreira artística no teatro em 2002, com a peça Verdadero Oeste de Sam Shepard e Luis Guilera. Nesse meio, permaneceu por apenas dois anos e em seguida já começou a atuar em séries e filmes. Seu reconhecimento internacional se deu com Sense8 e Os Amantes Passageiros.

## Filmografia

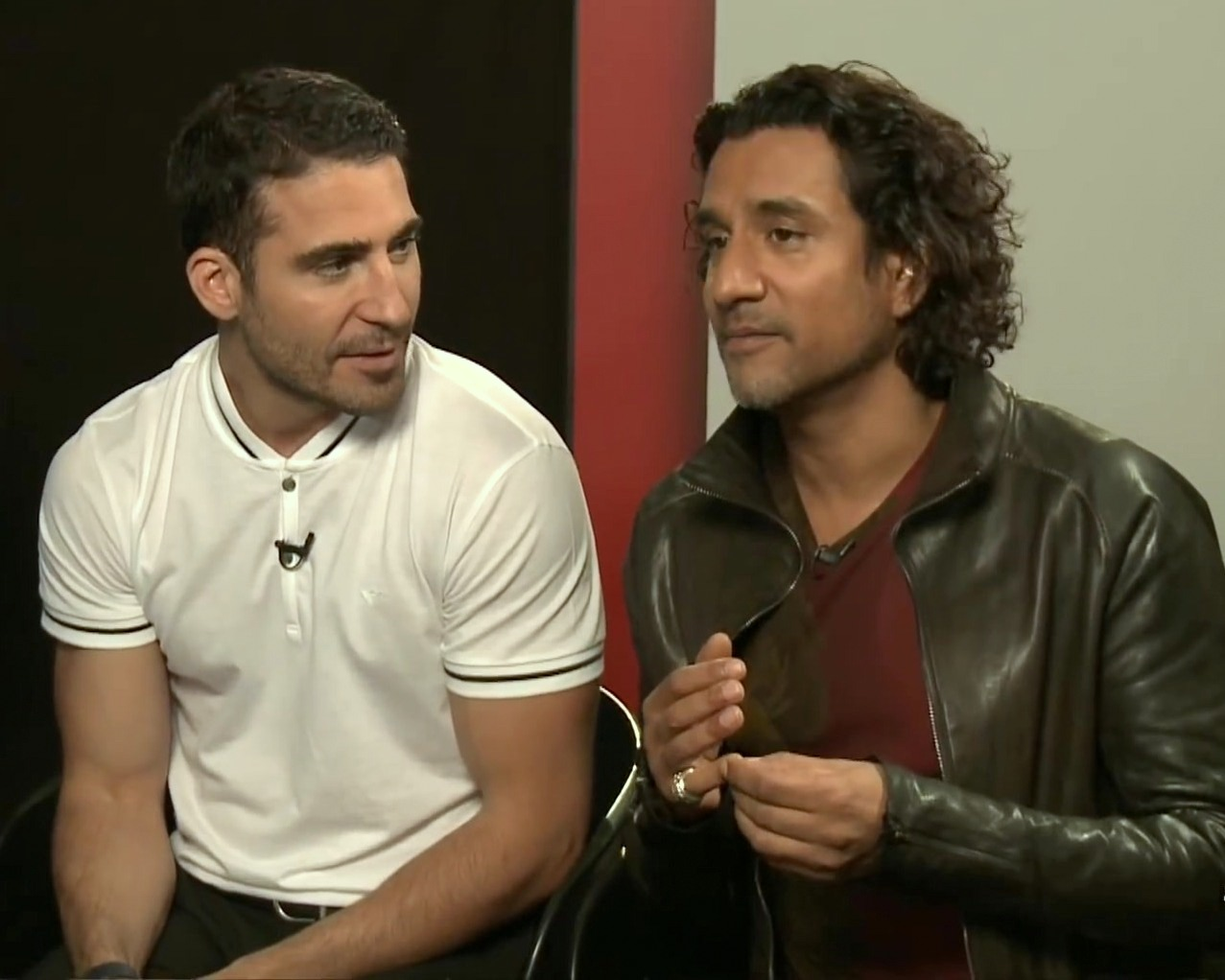
Silvestre e Naveen Andrews, colega de elenco em Sense8

### Cinema
- Ibiza (2018)
- Los amantes pasajeros (2013)
- Verbo (2012) - Lírico
- L’imbroglio nel lenzuolo (2009) - Giocondo
- Reflections (2008)
- El viaje de Zhao (2008)
- 19 (2007)
- La distancia (2006)
- Vida y color (2005)
- A golpes (2005)

### Televisão
- La Casa de Papel - (2021 - Parte 5) - René, o amante de Tóquio antes do seu encontro com o Professor
- Sky Rojo (2021–2023) - Moisés
- Narcos (2017) - Franklin Jurado
- Sense8 (2015–2018) - Lito Rodríguez
- Velvet (2014)
- Sin tetas no hay paraíso (2008)
- Motivos personales (2005)
- Mis adorables vecinos (2004)

### Teatro
- Noches de amor efímero (2004)
- Porno (2003)
- Verdadero Oeste (2002)